# Onthophagus morenoi
Onthophagus morenoi es una especie de insecto del género Onthophagus, familia Scarabaeidae, orden Coleoptera.

## Historia
Fue descrita científicamente por Moretto en 2013.